# Петровка (Астраханский район)
Петро́вка (каз. Петровка) — село в Астраханском районе Акмолинской области Казахстана. Административный центр Николаевского сельского округа. Код КАТО — 113649100.

## География
Село расположено на правом берегу реки Ишим, в восточной части района, на расстоянии примерно 32 километров (по прямой) к востоку от административного центра района — села Астраханка.
Абсолютная высота — 310 метров над уровнем моря.
Климат холодно-умеренный, с хорошей влажностью. Среднегодовая температура воздуха положительная и составляет около +4,2°С. Среднемесячная температура воздуха в июле достигает +20,6°С. Среднемесячная температура января составляет около -14,6°С. Среднегодовое количество осадков составляет около 380 мм. Основная часть осадков выпадает в период с июня по июль.
Ближайшие населённые пункты: село Первомайка — на юге, село Лозовое — на юго-западе.

## История
Село было основано в 1893 году как поселение «Петровское» переселенцами из Эстонии, выбравшими для себя место у подножия сопки Юксари («одинокий остров») близ реки Ишим.
Существует несколько версий, связанных с происхождением названия села: 1) в честь одного из первых переселенцев, 2) в честь землемера, наделявшего новоселов земельными наделами, 3) в честь Петрова дня. Официальных данных об истории возникновения этимологии села нет.

## Население
В 1989 году население села составляло 1314 человек (из них казахи — 39 %, немцы — 20 %).
В 1999 году население села составляло 1190 человек (575 мужчин и 615 женщин). По данным переписи 2009 года в селе проживало 1130 человек (546 мужчин и 584 женщины).
| Численность населения | Численность населения | Численность населения |
| 1989                  | 1999                  | 2009                  |
| --------------------- | --------------------- | --------------------- |
| 1314                  | ↘1190                 | ↘1130                 |

## Улицы[7]
- ул. Абая Кунанбаева
- ул. Бейбитшилик
- ул. Достык
- ул. Жастар
- ул. Кажымукана Мунайтпасова
- ул. Сарыарка